# 井上源三郎

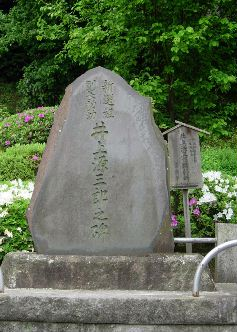
宝泉寺 井上源三郎碑

井上 源三郎（いのうえ げんざぶろう、文政12年3月1日（1829年4月4日） - 慶応4年1月5日（1868年1月29日））は、新選組の六番隊組長。諱は一重、後に一武（かずたけ）。

## 来歴
武蔵国日野宿北原（現在の東京都日野市日野本町）にて、八王子千人同心世話役の井上藤左衛門の三男として生まれる。兄・松五郎は千人同心。
弘化4年（1847年）頃、天然理心流の三代目宗家・近藤周助に入門。佐藤彦五郎が天然理心流の出稽古用に設けた道場で土方歳三らと共に稽古に励んだ。また、源三郎は近藤勇の兄弟子でもあり、彼らとはこの頃親交を深めたとされる。万延元年（1860年）、免許皆伝。しかし、免許皆伝まで10年ほどかかった努力家タイプで、誤解も受けたのか「文武ともに劣等」と評されたこともある。学問は日野宿金子橋にあった日野義貴の寺子屋にて学ぶ。
文久2年（1862年）2月、浪士組に近藤・土方らと参加。文久3年（1863年）に芹沢鴨一派が粛清されると副長助勤に就任する。元治元年（1864年）の池田屋事件では土方隊の支隊の指揮を担当。近藤隊が斬り込んだという知らせを受けて部下と共に池田屋に突入、8人の浪士を捕縛する活躍を見せる。慶応元年（1865年）6月の組織再編成では六番隊組長に任じられ、慶応3年（1867年）6月、新選組が幕府直参に取り立てられると、副長助勤として七十俵三人扶持を与えられる。
慶応4年1月、鳥羽・伏見の戦いが勃発すると、新選組は淀まで退却する。そして1月5日、淀千両松で官軍と激突（淀千両松の戦い）、その最中、敵の銃弾を腹部に受けて戦死した。享年40。
甥の井上泰助が源三郎の首を持ち帰ろうとするも、あまりに重かったため、仲間から諭されて戦場近くの寺院の境内に首と刀を埋葬したというエピソードが伝わっている。この寺院の正確な場所は不明であったが、後に郷土史家と新撰組研究家の調査により、墨染（京都市伏見区西桝屋町）に欣浄寺という、伏見大仏で知られる曹洞宗の寺院が現存し、源三郎の生家の隣にもこれと全く同じ名称の寺(浄土宗欣浄寺)が存在することから、埋葬場所はこの墨染欣浄寺であった可能性が高いと思われ首塚も現存するのだが発掘調査は行われていない。
一説には、淀古城跡に現存する寺院・妙教寺付近にあった欣浄寺であったともいう。今は廃寺となっており、当時を偲ぶものはわずかに妙教寺に当時使われた茶器が残るだけである。
墓は日野市の宝泉寺にある。

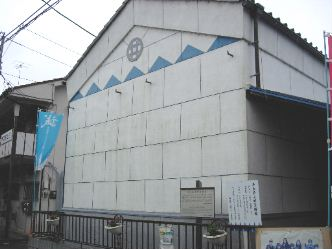
井上源三郎資料館
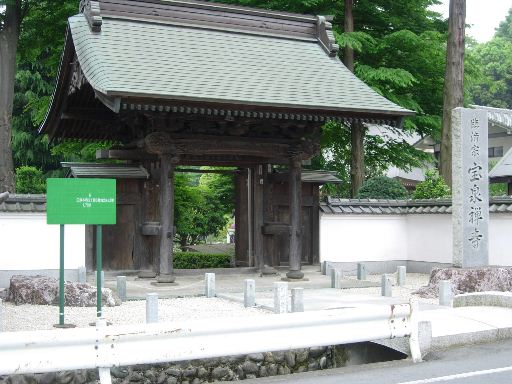
日野市　宝泉寺
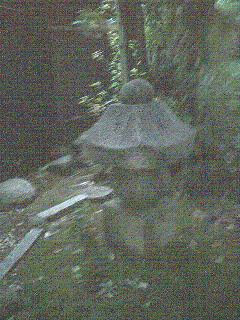
伝 井上源三郎首塚 京都市伏見区欣浄寺

## 人物
隊内では主に対外的な職務や要人の接待等の総務を担当した。同門の近藤や土方とは絶大な信頼で結ばれており、2人をよく補佐していた。
八木為三郎は「井上はその頃40歳くらいで、ひどく無口な、それでいて非常に人の良い人でした」という旨の発言をしており、実際に若い隊士からの人望も厚かったという。一方で頑固な面もあり、一度言い出すとテコでも動かないところがあった。また元隊士の阿部十郎は後に「大石鍬次郎、沖田総司、井上、是らは無闇に人を斬殺致しますので」と語っており、粛清など汚れ仕事にも積極的に参加していたことが窺える。
また、壬生で子供達と遊んでいた沖田が通りがかりの源三郎に「また稽古ですか、熱心ですね」と声をかけると、「わかっているなら稽古をしたら良いのに」とたしなめたというエピソードが残っている。